# Древненубийское письмо
Древненуби́йское пи́сьмо использовалось в Средневековой Нубии в VI—XV вв.
В качестве основы было взято греческое письмо с несколькими заимствованиями из коптского и мероитского писем.
Среди известных науке примеров древненубийских надписей самыми распространенными являются христианские тексты, а также официальные протоколы и переписка. Древнейшая надпись, сделанная древненубийским письмом в Эс-Сабу, относится к 795 году.
Нубийский язык вместе с мероитским ученые относят к нилотской (шари-нильской) семье языков. Нубийцы (самоназвание — нуба, современное самоназвание — nòòbíí) — один из двух неафразийских народов Африки (второй — Мероэ), у которых была своя оригинальная письменная культура.
Потомки нубийцев живут на юге Египта и севере Судана в долине Нила. Поддиалект фадиджа наиболее близок нубийскому старописьменному языку. В настоящее время есть три предложения, какое письмо использовать для современного нубийского языка: арабский алфавит, латинский и старонубийский на коптской основе. С 1950 при публикации различных книг, пословиц, словарей и учебников латиницу использовали 4 автора, арабицу — 2, старонубийское письмо всего один.
Нубийский алфавит:
| Буква | Транскрипция | Буква | Транскрипция | Буква   | Транскрипция |
| ----- | ------------ | ----- | ------------ | ------- | ------------ |
| Ⲁⲁ    | a            | Ⲗⲗ    | l            | Ⲫⲫ      | (ph)         |
| Ⲃⲃ    | b            | Ⲙⲙ    | m            | Ⲭⲭ      | (ch)         |
| Ⲅⲅ    | g            | Ⲛⲛ    | n            | Ⲯⲯ      | (ps)         |
| Ⲇⲇ    | d            | Ⲟⲟ    | o            | Ⲱⲱ      | o            |
| Ⲉⲉ    | e            | ⲞⲨⲟⲩ  | u            | Ϣϣ      | š            |
| Ⳍⳍ    | (x)          | Ⲡⲡ    | p            | Ϩϩ      | h            |
| Ⲏⲏ    | i            | Ⲣⲣ    | r            | Ⳝⳝ (Ϭϭ) | ǵ            |
| Ⲑⲑ    | (th)         | Ⲥⲥ    | s            | Ⳟⳟ      | ṅ            |
| Ⲓⲓ    | i, y         | Ⲧⲧ    | t            | Ⳡⳡ      | ń            |
| Ⲕⲕ    | k            | Ⲩⲩ    | i            | Ⳣⳣ      | w            |